# Молуки
Молуки — деревня в Починковском районе Смоленской области России. Входит в состав Прудковского сельского поселения. Население — 26 жителей (2007 год). 
Расположена в центральной части области в 4 км к западу от Починка, в 2 км западнее автодороги А141 Орёл — Витебск, на берегу реки Хмара. В 5 км восточнее деревни расположена железнодорожная станция Починок на линии Смоленск — Рославль. 

## История
В годы Великой Отечественной войны деревня была оккупирована гитлеровскими войсками в июле 1941 года, освобождена в сентябре 1943 года.
Здесь родились:
- Ревуненков, Григорий Васильевич — командующий корпусом.
- Маркин, Ефим Федосеевич – Герой Социалистического Труда, агроном, зоотехник, организатор сельхозпроизводства в Свердловской области. Его именем названа премия, вручаемая лучшим животноводам.[2]